# 阿兰苏埃克
阿兰苏埃克，是西班牙卡斯蒂利亚-拉曼恰瓜达拉哈拉省的一个市镇。总面积21平方公里，总人口363人（2001年），人口密度17人/平方公里。